# Naturschutzgebiet Ehemalige Grube Hermann

Halde des Paulstollens

Das Naturschutzgebiet Ehemalige Grube Hermann mit einer Größe von 5,2 ha liegt südwestlich vom Weiler Hüttebrüchen im Stadtgebiet von Sundern (Sauerland). Das Gebiet wurde 1993 mit dem Landschaftsplan Sundern durch den Kreistag des Hochsauerlandkreises erstmals als Naturschutzgebiet (NSG) mit einer Flächengröße von 0,5 ha ausgewiesen. Bei der Neuaufstellung des Landschaftsplaners Sundern wurde das NSG erneut ausgewiesen und vergrößert. Das NSG grenzt im Westen direkt an die Stadtgrenze zu Plettenberg und im Osten an das Naturschutzgebiet Krähetal östlich der Grube Hermann. Sonst grenzt das Landschaftsschutzgebiet Sundern an.

## Lebensräume
Beim NSG handelt es sich um ein ehemaliges Bergbaugeländes mit Stollen. Das Gelände ist mit Wald bewachsen. Lokal treten einige größere Torfmoosbestände in den Pingen und Bergbausenkungen auf.

## Schutzzweck
Im NSG soll den Wald mit Artinventar schützen. Wie bei allen Naturschutzgebieten in Deutschland wurde in der Schutzausweisung darauf hingewiesen, dass das Gebiet „wegen der Seltenheit, besonderen Eigenart und Schönheit des Gebietes“ zum Naturschutzgebiet wurde.